# Żeglarstwo na Letnich Igrzyskach Olimpijskich 1928
Żeglarstwo na Letnich Igrzyskach Olimpijskich 1928 w Amsterdamie rozgrywane było w dniach 2–9 sierpnia 1928 r. w południowo-zachodniej części ówczesnej zatoki Zuiderzee. W programie były 3 konkurencje. W klasie 6 m złoty medal zdobyli Norwegowie z późniejszym królem tego kraju – Olafem V w składzie.

## Medaliści
| Konkurencja     | Złoto | Srebro | Brąz |
| Jole 12-stopowe | Szwecja · Sven Thorell | Norwegia · Henrik Robert | Finlandia · Bertel Broman                                                                                        |
| Klasa 6 metrów  | Norwegia · Norna Johan Anker · Erik Anker · Håkon Bryhn · Olaf V                                                            | Dania · Hi-Hi Vilhelm Vett · Niels Otto Møller · Aage Høy-Petersen · Peter Schlütter                                                               | Estonia · Tutti V Nikolai Vekšin · William von Wirén · Eberhard Vogdt · Georg Faehlmann · Andreas Faehlmann      |
| Klasa 8 metrów  | Francja · L'Aile VIDonatien Bouché · André Derrien · Virginie Hériot · André Lesauvage · Jean Lesieur · Carl de la Sablière | Holandia · HollandiaGerard de Vries Lentsch · Lambertus Doedes · Hendrik Kersken · Johannes van Hoolwerff · Cornelis van Staveren · Maarten de Wit | Szwecja · SylviaClarence Hammar · Tore Holm · Carl Sandblom · John Sandblom · Philip Sandblom · Wilhelm Törsleff |

## Kraje uczestniczące
W zawodach wzięło udział 41 łodzi, łącznie 146 żeglarzy (w tym 3 kobiety) z 23 krajów :
| - Argentyna - Austria - Belgia - Czechosłowacja - Dania - Estonia - Finlandia - Francja - Hiszpania - Holandia - Łotwa - Monako | - Rzesza Niemiecka - Norwegia - Polska - Portugalia - Stany Zjednoczone - Szwajcaria - Szwecja - Węgry - Wielka Brytania - Włochy - Południowa Afryka |